# Точка округлення
Точка округлення (сферична точка, омбілічна точка) — точка на гладкій регулярній поверхні в трьохвимірному евклідовому просторі, в якій нормальні кривизни в усіх напрямках є рівними. Еквівалентно у цій точці дві головні кривини є рівними, тобто власні значення відображення Вейнгартена (диференціалу сферичного відображення) є рівними.
Для гіперповерхонь у евклідових просторах вищих розмірностей можна дати два різних узагальнення поняття точки округлення. Згідно з одним узагальненням точкою округлення називається точка, в якій усі головні кривини (власні значення відображення Вейнгартена) є рівними, згідно з другим вимагається рівність лише принаймні якихось двох головних кривин.

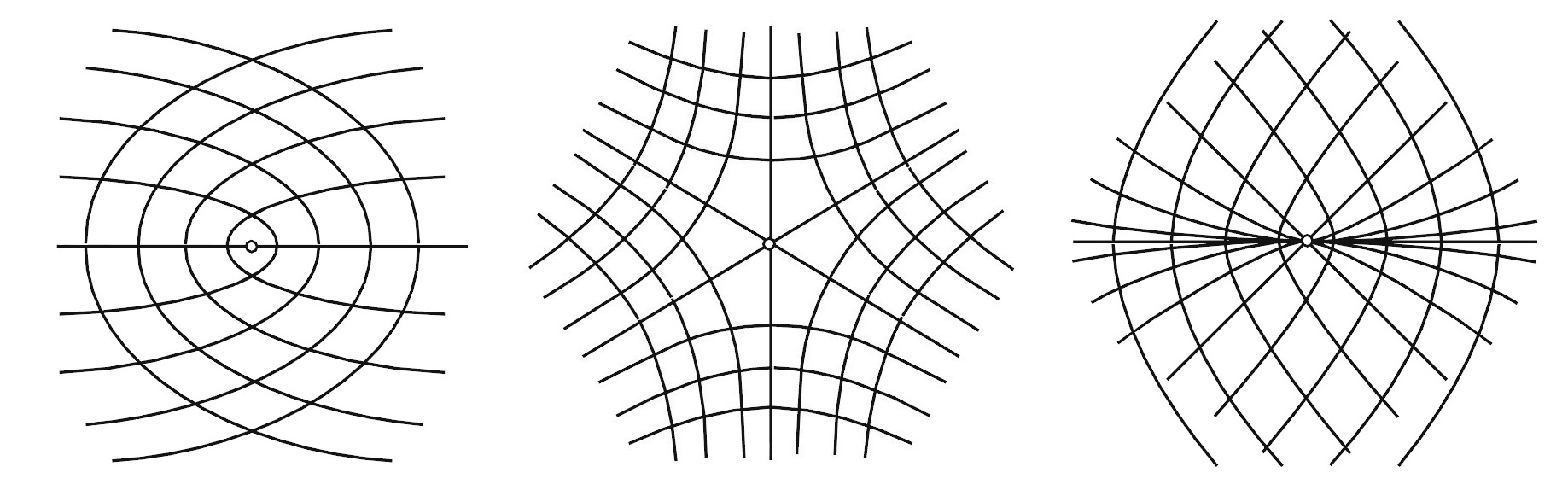
Точки округлення і лінії кривини поверхні навколо них. У випадку загального положення існують три топологічно різні типи, які називають «лимон», «зірка» і «монстар»

## Приклади

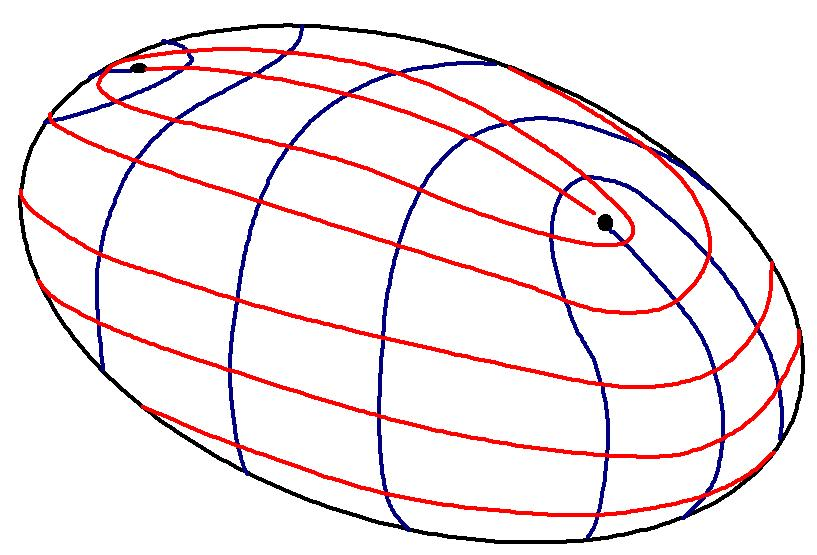
Точки округлення на Триосному еліпсоїді

- Усі точки сфери (чи гіперсфери для вищих розмірностей) еліптичних точок округлення.
- Усі точки площини є плоскими точками округлення.
- Триосний еліпсоїд (з попарно різними осями) має чотири точки округлення, всі вони еліптичні і відносяться до типу «лимон».
- Мавпяче сідло (тобто поверхня задана рівнянням {\displaystyle z=x^{3}-3xy^{2}}) має ізольовану плоску точку округлення на початку координат.

## Властивості
У точці округлення:
- головні кривизни поверхні є рівними.
- Перша квадратична форма і друга квадратична форма поверхні є пропорційними.
- Будь-який дотичний напрямок є головним напрямком.
- Дотичний параболоїд є параболоїдом обертання.
- Індикатриса Дюпена є колом.
- Мережа ліній кривини (тобто ліній, в кожній точці яких дотичний напрям є головним напрямом поверхні), має особливість[1].
- Будь-яка точка округлення є або еліптичною точкою поверхні (якщо головні кривини не рівні нулю, і отже, гаусова кривина поверхні в даній точці є додатною), або плоскою точкою округлення (якщо головні кривини дорівнюють нулю і отже гаусова кривина і середня кривина поверхні в даній точці дорівнюють нулю). У першому випадку в малому околі точки округлення поверхня схожа на сферу, а в другому — на площину.
- Множина точок округлення на поверхні є замкнутою. Це випливає з того, що гаусова і середня кривини H і K є гладкими функціями на поверхні і функції головних кривин задаються як {\displaystyle k_{1,2}={\frac {H\pm {\sqrt {H^{2}-4K}}}{2}}.} Тоді p є точкою округлення якщо {\displaystyle k_{1}(p)=k_{2}(p)} тобто {\displaystyle H(p)^{2}-4K(p)=0.} Іншими словами множина точок округлення є замкнутою множиною {\displaystyle (H(p)^{2}-4K)^{-1}(0).}
- Якщо всі точки зв'язаної гіперповерхні M у евклідовому просторі {\displaystyle \mathbb {R} ^{n}} є точками округлення (у розумінні, що всі головні кривини є рівними) то гіперповерхня є відкритою підмножиною гіперплощини чи гіперсфери.

Нехай {\displaystyle p\in M} є довільною точкою і {\displaystyle X_{p}\in T_{p}M} — довільним дотичним вектором у цій точці. Нехай X і Y є гладкими векторними полями такими, що в точці p поле X є рівним {\displaystyle X_{p},} а поле Y є рівним деякому лінійно незалежному вектору {\displaystyle Y_{p}.}
Оскільки всі точки на M є точками округлення то відображення Вейнгартена задовольняє рівність {\displaystyle dN=fI,} де I є тотожним відображенням дотичного простору у кожній точці, а f — гладкою функцією. Із рівнянь Кодацці — Майнарді випливає рівність:
{\displaystyle 0=\nabla _{X}(fY)-\nabla _{Y}(fX)-f[X,Y]=(Xf)Y-(Yf)X,} оскільки для гіперповерхонь евклідового простору стандартні зв'язності задовольняють рівність {\displaystyle \nabla _{X}(Y)-\nabla _{Y}(fX)-[X,Y].} У точці p, зважаючи на лінійну незалежність {\displaystyle X_{p}} і {\displaystyle Y_{p}} звідси маємо {\displaystyle X_{p}f=0.} Оскільки точка p і вектор {\displaystyle X_{p}} є довільними і M є зв'язаним простором, то f є константою.
Нехай {\displaystyle dN=kI,\ k\in \mathbb {R} .} Якщо k = 0, то {\displaystyle dN=0} і нормаль до поверхні N є сталою, тобто поверхня є відкритою підмножиною гіперсфери. В іншому випадку можливо після зміни напрямну нормалі можна вважати k > 0. Нехай r = (-1)/k і розглянемо відображення {\displaystyle g:M\to \mathbb {R} ^{n}} задане як {\displaystyle g(p)=p+rN(p),\ p\in M.} Тоді диференціал цього відображення у точці p для дотичного вектора {\displaystyle X\in T_{p}M} маємо {\displaystyle dg(p)(X)=X+rdN(p)(X)=X+(-1/k)kX=0.} Тобто диференціали у кожній точці є нульовими, а тому відображення g є константою. Якщо позначити {\displaystyle c=p-1/kN(p)} то всі точки M знаходяться на відстані -1/k від точки c, тобто M є відкритою підмножиною гіперсфери.

## Гіпотеза Каратеодорі
Згідно з гіпотезою Каратеодорі на будь-якій достатньо гладкій замкнутій випуклій поверхні M в тривимірному евклідовому просторі існують як мінімум дві точки округлення. Ця гіпотеза була згодом доведена при додатковому припущенні, що поверхня M — аналітична.